# Чекмагушевский сельсовет
Чекмагушевский сельсовет — муниципальное образование в Чекмагушевском районе Башкортостана.
Согласно «Закону о границах, статусе и административных центрах муниципальных образований в Республике Башкортостан» имеет статус сельского поселения.

## Состав
с. Чекмагуш,
д. Игенче,
д. Нариманово,
д. Ресмекеево.

## Население
| 2002    | 2009    | 2010    | 2012    | 2013    | 2014    | 2015    |
| ------- | ------- | ------- | ------- | ------- | ------- | ------- |
| 11 772  | ↘11 565 | ↗11 902 | ↗11 965 | ↗12 053 | ↘11 998 | ↘11 940 |
| 2016    | 2017    | 2018    |         |         |         |         |
| ↗12 035 | ↗12 056 | ↗12 112 |         |         |         |         |